# TM (тріод)

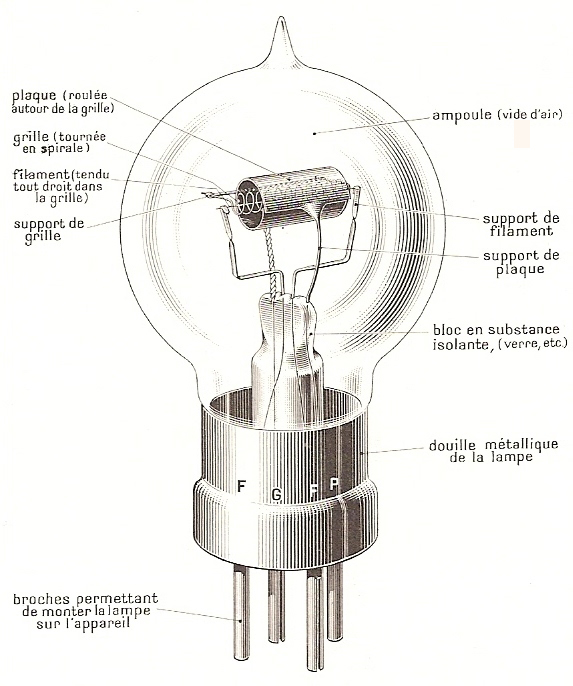
Тріод ТМ

TM (скорочене фр. Télégraphie Militaire, «військова [радіо]телеграфія»; у російських джерелах «французький тріод», «тріод французького типу») — вакуумний тріод, який виробляли від 1915 року для посилення і детектування радіосигналів. Розроблений у Франції, став стандартною приймально-підсилювальною лампою країн Антанти під час Першої світової війни і першою радіолампою, яку випускали масово. Обсяг випуску ТМ лише у Франції оцінюють у 1,1 млн штук; крім того, виробництво ТМ та його вдосконалених варіантів розгорнули у Великій Британії («серія R»), Нідерландах («серія E»), США та Радянській Росії (Р-5).

## Розробка
Тріод TM розробили в 1914—1915 роках французькі військові зв'язківці з ініціативи начальника служби далекого зв'язку (фр. Télégraphie Militaire) полковника Ґюстава Ферр'є. Ферр'є та його найближчий помічник фізик Анрі Абрагам неодноразово відвідували американські лабораторії і були добре обізнані про роботи Лі де Фореста, Реджинальда Фессендена і Ірвінга Ленгмюра. Вони добре знали, що «аудіон» де Фореста та британська лампа Генрі Раунда були ненадійними і недосконалими, а «пліотрон» Ленгмюра — занадто складний для масового виробництва. Знали вони й про стан останніх німецьких розробок: незабаром після початку війни Ферр'є отримав вичерпні відомості від колишнього співробітника Telefunken, француза Поля Пішона. Пішон привіз зі США новітні зразки американських тріодів, але й вони виявилися непридатними для експлуатації у військах. Причиною непередбачуваної поведінки ламп був недостатньо глибокий вакуум. Керуючись ідеями Ленгмюра, Ферр'є прийняв правильне рішення — домогтися від промисловості гарантовано глибокого вакууму в серійному виробництві. Французький тріод мав бути надійним, стабільним і придатним для масового випуску.
У жовтні 1914 року Ферр'є відрядив Абрагама і технолога Франсуа Пері на електроламповий завод Grammont у Ліоні. Шляхом спроб та помилок Абрагам і Пері зуміли знайти оптимальну конфігурацію тріода, придатну для масового випуску. Перші зразки, що буквально копіювали «аудіон» де Фореста, виявилися ненадійними й нестабільними. «Пліотрон» Ленгмюра був працездатним, але надзвичайно складним; з тієї ж причини французи забракували перші зразки власної розробки. Лише розроблений у грудні 1914 року четвертий прототип, з вертикально розташованим циліндричним анодом, виявився придатним для серійного випуску. Ця розробка Абрагама та Пері («лампа Абрагама») пішла в серію в лютому 1915 року і випускалася до жовтня.
Реальна експлуатація виявила слабкість вертикальної конструкції: багато ламп пошкодили під час транспортування до військ. Ферр'є наказав Пері негайно виправити становище, і через два дні Пері і Жак Біге представили нову конструкцію тієї ж лампи, з горизонтальною орієнтацією анодно-катодного вузла і новітнім чотириштирковим цоколем типу «А» (в «лампі Абрагама» застосовувався звичайний цоколь Едісона з додатковими виводами анода та сітки). Серійне виробництво лампи Пері та Біке почалося в листопаді 1915 року — саме цей варіант став основним і отримав позначення TM (фр. Télégraphie Militaire) за назвою очолюваної Ферр'є служби.
Роботи Ферр'є і Абрагама в галузі радіозв'язку відзначено номінацією на нобелівську премію з фізики 1916 року, а патент на винахід тріода отримали особисто Пері та Біге, що згодом призвело до судових позовів з боку колег.

## Конструкція та характеристики

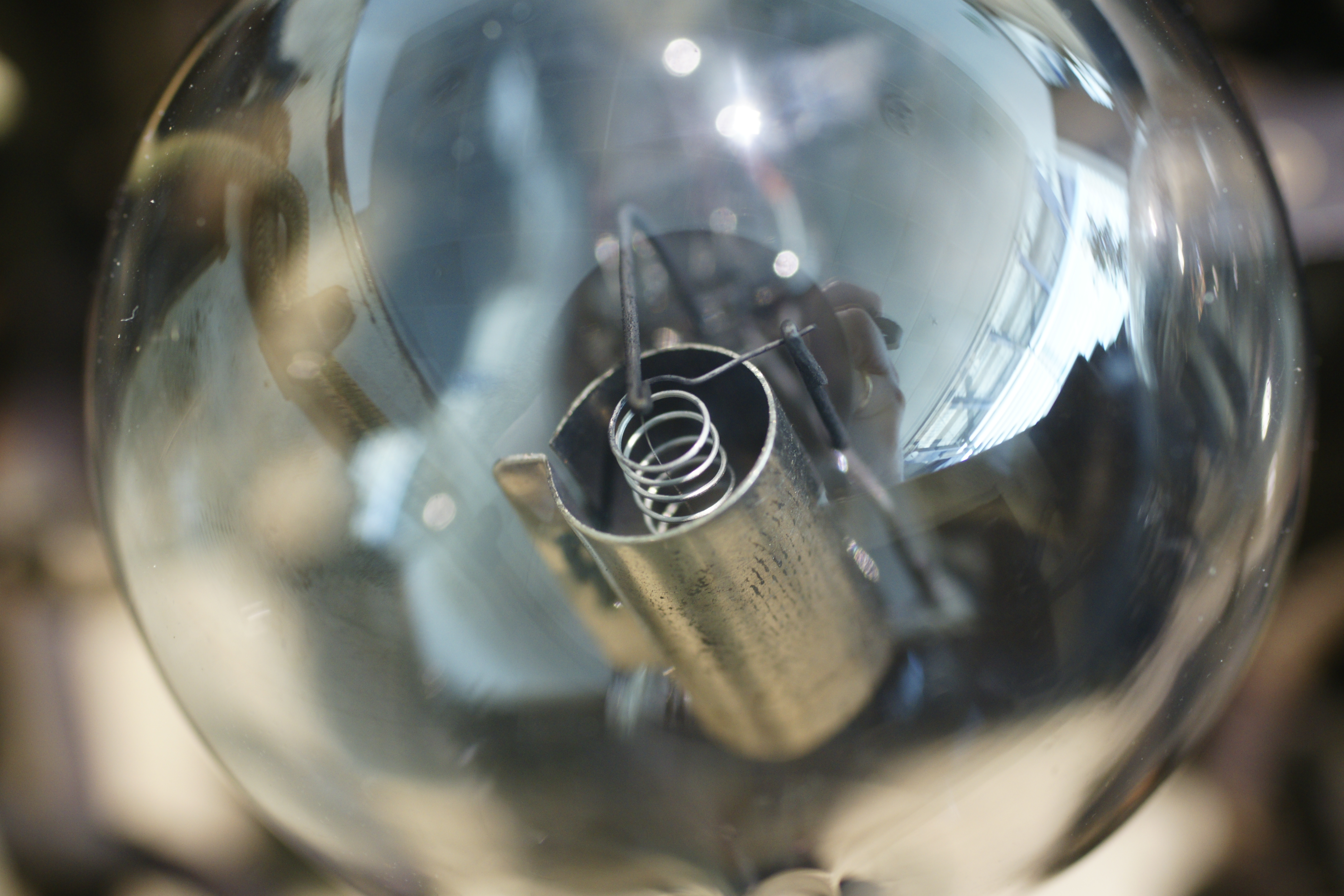
Анодно-катодний вузол (вигляд зверху). Жорстка спіраль — сітка, тонка нитка всередині неї — катод

Сітково-анодні характеристики радянського тріода Р-5 (ліцензійна копія TM)

TM — тріод майже ідеальної циліндричної конструкції. Катод прямого розжарення — нитка з нелегованого вольфраму діаметром 0,06 мм, анод — нікелевий циліндр діаметром 10 мм і довжиною 15 мм. Розміри та матеріал сітки залежать від місця виробництва: завод у Ліоні використовував молібденовий дріт, завод у Іврі-сюр-Сені — нікелевий. Діаметр спіралі сітки 4 або 4,5 мм.
Щоб розігріти чистий вольфрамовий катод до білого жару, був потрібний струм 0,7 А за номінальної напруги розжарення 4 В. Розжарений катод світився настільки яскраво, що 1923 року завод Grammont почав випуск TM з колбами з темно-синього скла. За однією з версій, це не дозволяло використовувати дорогі тріоди як звичайні освітлювальні лампи, за іншою — захищало очі радистів від яскравого світла, — але найімовірнішою причиною було те, що темне скло маскувало нешкідливий, але непривабливий наліт частинок металу, який неминуче осідав на внутрішній поверхні колби при відкачуванні лампи.
Тріод TM і його пізніші варіанти були універсальними: вони могли застосовуватися і за прямим призначенням — для посилення та детектування сигналів у радіоприймачах, і в генераторах малопотужних радіопередавачів, а при паралельному включенні кількох ламп — і як підсилювачі потужності низької частоти. Радянський аналог ТМ, тріод Р-5, у генераторному режимі витримував анодні напруги до 500…800 В, і міг віддавати в антену коливальну потужність до 1 Вт (у номінальному режимі посилення в режимі A — не більше 40 мВт).
У типовому одноламповому радіоприймачі часів Першої світової війни на анод ТМ подавалася напруга живлення 40 В; за нульового зміщення на сітці струм анода становив близько 2 мА. У цьому режимі крутість анодно-сіткової характеристики тріода становила 0,4 мА/В, внутрішній опір — 25 кОм, коефіцієнт посилення (μ) дорівнював 10. За напруги на аноді 160 В і зміщенні -2 В струм становив 3…6 мА, при цьому зворотний струм сітки досягав 1 мкА. Значні струми сітки, що полегшували зміщення сітковим резистором, — наслідок недосконалої технології 1910-х років.
Недоліком TM був недовгий термін служби, що не перевищував 100 годин, — якщо лампа була виготовлена відповідно до технічних умов. У воєнний час це вдавалося не завжди: через проблеми з постачанням заводи час від часу переходили на некондиційну сировину. Лампи, виготовлені із неї, маркували хрестом; вони відрізнялися від стандартних високим рівнем шуму і були схильні до катастрофічних відмов через тріщини в склі.

## Масштаб випуску
ТМ виявився настільки вдалим для свого часу, що його постачали не лише у французькі збройні сили, а й усім державам Антанти. Потужності заводу в Ліоні не вистачало, і вже у квітні 1916 року почалося виробництво TM на заводі Compagnie des Lampes у Іврі-сюр-Сені.
Обсяг виробництва TM достеменно не відомий, але свого часу він був безпрецедентно великим. Оцінки щоденного випуску TM наприкінці війни коливаються між однією тисячею (тільки заводи Grammont) та шістьма тисячами ламп. За оцінкою інженера Grammont Рене Вільда, за роки війни тільки завод у Ліоні випустив 1,8 млн TM. За консервативною оцінкою Робера Шампеї, завод у Ліоні випустив близько 800 тис. ламп, завод в Іврі-сюр-Сені — 300 тис.. Для порівняння, військове замовлення міністерства оборони США 1917 року становило всього 80 тис. ламп. Для ведення бойових дій цього було замало; експедиційний корпус США у Франції використовував французькі TM.
Британці, отримавши перші зразки TM, визнали перевагу французької конструкції над власними розробками і вже 1916 року запустили власне виробництво TM. Технологію та технологічне оснащення розробила компанія British Thomson-Houston, а основним виробником став електроламповий завод Osram-Robertson (ядро майбутньої Marconi-Osram Valve). Британський варіант TM отримав назву «серії R». У 1916—1917 роках Osram випускав два конструктивно однакові варіанти лампи — «жорстку» R1 (точну копію TM) і заповнену азотом «м'яку» R2. Вона стала останньою у британській практиці «м'якою» (газовою) лампою; всі наступні лампи серії R, до R7 включно, були класичними жорсткими (вакуумними, а не газовими) тріодами. Циліндрична конструкція, що сягає лампи Абрагама й Пері, використовувалася і в британських генераторних лампах, аж до 800-ватної T7X. Варіанти ламп серії R на британське замовлення виробляли у США на заводі Moorhead, а після війни — на заводах Philips у Нідерландах, під назвою «серії E».
Російські військові та інженери отримали перші зразки ТМ 1917 року. Того ж року М. О. Бонч-Бруєвич спробував створити «лампу французького типу» в майстернях Тверської радіостанції. Великосерійне виробництво стало можливим лише 1923 року, після придбання трестом «Електрозв'язок» французької технічної документації. Радянський промисловий аналог TM отримав назви Р-5 і П7, а економний варіант з торованим катодом — назву «Мікро». Єдиним виробником цих ламп був Ленінградський електровакуумний завод (який пізніше увійшов до складу «Світлани»).
ТМ зійшов зі сцени поступово — у міру появи спеціалізованих радіоламп, що виконували свої функції краще, ніж універсальний TM та його аналоги. У США та країнах Західної Європи зміна поколінь ламп завершилася в 1920-і роки, у відносно відсталому СРСР вона почалася лише наприкінці 1920-х років. Точних відомостей про припинення виробництва ТМ не збереглося; за даними Шампеї, у Франції воно тривало до 1935 включно. Після Другої світової війни репліки TM і «серії R» випускали принаймні двічі — аматорська майстерня Рюдігера Вальца (Німеччина, 1980-і роки) та компанія KR Audio (Чехія, від 1992 року).